# Tăng Tử

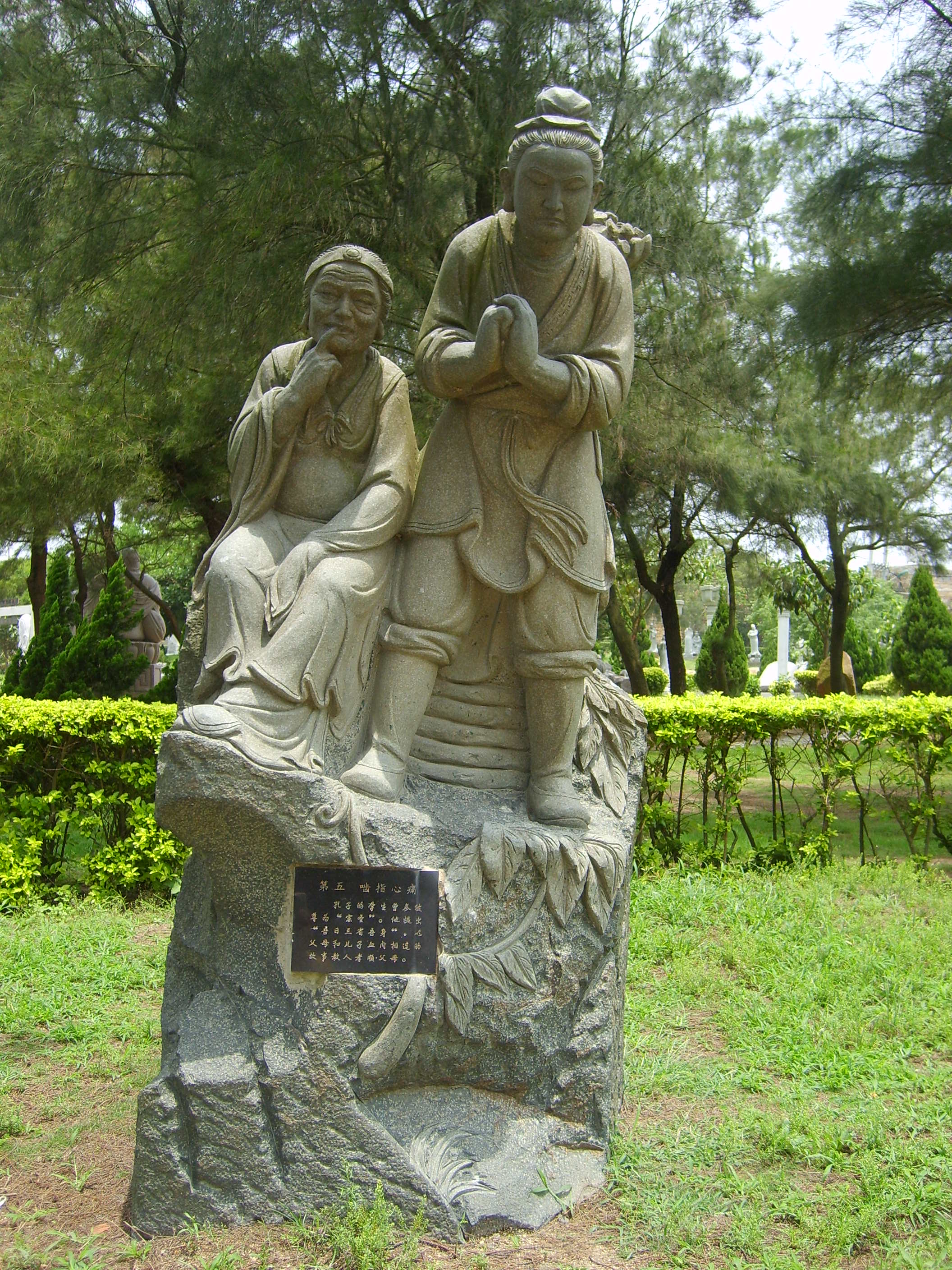
Tượng Tăng Tử và mẹ của ông

Tăng Tử (曾子), tên thật là Tăng Sâm (曾参) (505 TCN - 435 TCN), tự là Tử Dư (子輿), người Nam Vũ thành, nước Lỗ (nay là huyện Bình Ấp, tỉnh Sơn Đông), là học trò xuất sắc của Khổng Tử; Tăng Sâm nhỏ hơn Khổng Tử 46 tuổi. Ông là một người chí hiếu với cha mẹ, người đời sau liệt ông vào một trong "Nhị thập tứ hiếu" (hai mươi tư tấm gương hiếu thảo) vì truyền thuyết mẹ ông khi cắn ngón tay mà ông động lòng. Tăng Tử kế thừa và phát triển thêm tư tưởng của Khổng Tử, tư tưởng của Tăng Tử đề cao chữ Hiếu, Tín. Ông thường nói: "mỗi ngày ta xét thân ta ba việc: - Nhận làm thay người ta việc gì, ta có thực tâm làm không? - Cùng với bè bạn giao ước điều gì, ta có thất tín không? - Thầy dạy ta những gì, ta có nghiên cứu học tập không?" Ông làm ra sách Đại học gồm 10 thiên và là một trong Tứ thư của Nho gia. Học trò của Tăng Sâm là Khổng Cấp, cùng Nhan Hồi, Mạnh Tử và chính ông là Tứ phối của Nho gia, cũng là đại biểu xuất sắc của phái Nho gia. Khổng Cấp (hay Tử Tư) làm ra sách Trung Dung trong Tứ thư (cùng với Luận Ngữ, Đại Học, Mạnh Tử).
Bắt đầu từ thời Đường, Tăng Tử đã được truy phong tước Thái tử Thiếu bảo, Thái tử Thái bảo, đến thời Đường Huyền Tông thì được tặng tước Bá. Thời Bắc Tống, tặng Hà Khâu hầu (瑕邱侯) rồi Vũ Thành hầu (武城侯), đến thời Nam Tống thì tôn Thành quốc công (郕国公). Thời Nguyên Văn Tông, tôn làm Tông thánh (宗聖).

## Tiểu sử
Theo ghi chép gia phả họ Tăng, Tăng Tử xuất thân dòng dõi quý tộc nước Hạ, hậu duệ của Hạ Vũ. Cha ông là Tăng Điểm (曾点), một trong những học trò đầu tiên của Khổng Tử, dạy con cái rất nghiêm khắc, điều này được ghi lại trong "Khổng Tử gia ngữ" và Lã thị Xuân Thu. 
Tăng Tử sinh năm 504 TCN thời Chu Kính vương, năm 16 tuổi thì chuyển đến Vũ Thành rồi trở thành học trò của Khổng Tử. Ông tích cực truyền bá Nho giáo và các lời giảng của người thầy đến các nước. Khi Khổng Tử qua đời, Tăng Tử than khóc như khi mất cha, đích thân canh giữ mộ của ông suốt mấy năm trời. 
Năm Tăng Tử năm mươi tuổi, ba nước Sở, Tấn, Tề đều muốn mời ông làm Tể tướng, nhưng ông từ chối và mở trường học ở Tây Hà. Ông qua đời năm 435 TCN dưới thời Lỗ Điệu công. 

## Cố sự

### Tăng Tử nhận gậy
Tương truyền, trong lúc đang nhổ cỏ ở ruộng dưa, ông vô tình cắt đứt rễ dưa. Cha ông Tăng Điểm vô cùng nổi giận, lấy gậy đánh Tăng Tử đến mức bất tỉnh, rất lâu sau mới tỉnh lại. Sau khi tỉnh dậy, ông liền thú tội với cha, thậm chí vừa đánh đàn vừa hát để chứng tỏ bản thân vẫn còn khỏe mạnh. Khổng Tử biết chuyện, liền bảo ông : "Đánh nhẹ thì chịu, đánh nặng thì chạy trốn. Giờ con chờ cha nổi giận, làm oan cho cha, sao có thể gọi là hiếu thảo?" Nghe xong, Tăng Tử liền đáp : "Tội của con lớn lắm!" 

### Mẹ cắn ngón tay
Tăng Tử đang trên núi làm việc thì có khách đến nhà, mẹ ông không hề hay biết, liền cắn mạnh vào ngón tay mình. Ông biết được thì cảm thấy vô cùng tội lỗi, vội vàng mang củi về nhà và hỏi mẹ tại sao thì nhận được câu trả lời : "Nhà có khách đến, mẹ cắn ngón tay để cho con biết." Câu chuyện này về sau được ghi vào Nhị thập tứ hiếu.

### Tăng Tử giết lợn
Vợ Tăng Tử đi ra chợ, con trai ông khóc lóc, nằng nặc đòi đi cùng. Vợ Tăng Tử liền dỗ dành con rằng : "Về nhà mẹ sẽ giết lợn cho con." Sau khi đi chợ trở về, Tăng Tử liền định bắt lợn để giết lấy thịt. Vợ ông vội vàng ngăn lại, bảo rằng chỉ đùa với con. Tăng Tử đáp : "Ta không đùa với con đâu. Nếu bây giờ ta đang nói dối nó, tức là ta đang dạy nó cách nói dối. Nếu một người mẹ nói dối con trai, nó sẽ không tin lời mẹ nữa, bài học sẽ không được rút ra." Nói xong, ông liền giết lợn và nấu chín.

## Hậu duệ
Tăng Tử có hai con trai. Trưởng tử, tự Tử Nguyên (子元) nhậm chức Tư mã ở nước Lỗ ; nhị tử, tự Tử Tây (子西) đều rất nổi tiếng về lòng hiếu thảo. Về sau, hậu duệ của ông còn có nhiều người có danh tiếng như Tằng Trí Nghiêu (曾致堯) dưới thời Nam Đường được phong Mật quốc công (密国公) là hậu duệ đời thứ 41; Tăng Củng, một trong Đường Tống bát đại gia là hậu duệ đời thứ 43; Tăng Quốc Phiên và em trai Tăng Quốc Thuyên, danh tướng cuối thời Thanh mạt là hậu duệ đời thứ 70.

## Ngữ lục
- Chim trước lúc chết , cất tiếng bi thương;  người trước lúc chết, lời nói chân thực[3].